# André Marcel
 (décembre 2021).
André Marcel, né à Lausanne le 17 mars 1902 et mort dans la même ville le 28 août 1996, est un journaliste et dramaturge et écrivain vaudois.

## Biographie
André Marcel étudie au collège Saint-Michel. Une fois ses études terminées, il décide d'embrasser une carrière de journaliste. D'abord amateur, puis professionnel, il est pendant près de vingt-cinq ans rédacteur à La Feuille d'Avis du Valais et au Confédéré. 
En 1951, il revient à Lausanne et tient alors la chronique judiciaire puis parlementaire et enfin la critique de télévision de la Nouvelle Revue de Lausanne. Il a également été le collaborateur de La Suisse à Genève, de l'Agence télégraphique suisse ATS et de la Radio romande. À la fin de sa vie, il tient encore une chronique dans l'hebdomadaire Biel-Bienne.
Homme de théâtre, il est l'auteur de pièces comiques ou satiriques et de revues valaisannes. Parmi la douzaine de farces et de pièces en un acte publiées par le Mois théâtral, on peut retenir La foire au Mariage (1939), où l'on voit deux époux en perpétuel désaccord diriger une paradoxale agence matrimoniale, Le Carrousel sous la pluie (1949), proche du roman noir. André Marcel a aussi publié deux pièces en trois actes : Le démon de la tendresse (1950), œuvre subtilement à cheval entre la misogynie et la soumission au charme féminin et Mon Portugais, chassé-croisé de couples dans la grande tradition du boulevard créé en 1956 au Casino-Théâtre de Genève sous le titre Allez vous rhabiller!. 
Ses pièces valent à André Marcel en 1960 et 1963 des prix de la Société des auteurs-compositeurs dramatiques.

## Théâtre
- La Foire au mariage, 1939
- Les Dernières Nouvelles, farce inédite, Genève 1940
- Coup de Feu, 1942
- Réminiscences, 1945
- Le Démon de la tendresse, Genève 1950
- Le Carrousel sous la pluie, Genève 1951
- Mon Portugais, 1956

## Sources
- « André Marcel », sur la base de données des personnalités vaudoises sur la plateforme « Patrinum » de la Bibliothèque cantonale et universitaire de Lausanne.
- Sabine Leyat, Les auteurs du Valais romand, 1975 - 2002 : essai bibliographique, Sion Sierre, Médiathèque Valais Éd. Monographic, 2002, 167 p. (ISBN 978-2-8834-1120-3, OCLC 718500637) p. 82
- R. Francillon, Histoire de la littérature en Suisse romande, vol. 3, p. 205-206. cf Le Mois théâtral, août 1936, no 20
- Joël Aguet, André Marcel Theaterwissenschaft